# We're Only in It for the Money
We're Only in It for the Money – trzeci album prowadzonej przez Franka Zappę grupy The Mothers of Invention.
W 2003 album został sklasyfikowany na 296. miejscu listy 500. albumów wszech czasów magazynu Rolling Stone.

## Lista utworów
Autorem wszystkich utworów jest Frank Zappa.
| 1.  | „Are You Hung Up?”                                    | 1:25  |
|     |                                                       |       |
| 2.  | „Who Needs the Peace Corps?”                          | 2:34  |
|     |                                                       |       |
| 3.  | „Concentration Moon”                                  | 2:22  |
|     |                                                       |       |
| 4.  | „Mom and Dad”                                         | 2:16  |
|     |                                                       |       |
| 5.  | „Telephone Conversation”                              | 0:49  |
|     |                                                       |       |
| 6.  | „Bow Tie Daddy”                                       | 0:33  |
|     |                                                       |       |
| 7.  | „Harry, You're a Beast”                               | 1:21  |
|     |                                                       |       |
| 8.  | „What's the Ugliest Part of Your Body?”               | 1:03  |
|     |                                                       |       |
| 9.  | „Absolutely Free”                                     | 3:24  |
|     |                                                       |       |
| 10. | „Flower Punk”                                         | 3:03  |
|     |                                                       |       |
| 11. | „Hot Poop”                                            | 0:26  |
|     |                                                       |       |
| 12. | „Nasal Retentive Calliope Music”                      | 2:02  |
|     |                                                       |       |
| 13. | „Let's Make the Water Turn Black”                     | 2:01  |
|     |                                                       |       |
| 14. | „The Idiot Bastard Son”                               | 3:18  |
|     |                                                       |       |
| 15. | „Lonely Little Girl”                                  | 1:09  |
|     |                                                       |       |
| 16. | „Take Your Clothes Off When You Dance”                | 1:32  |
|     |                                                       |       |
| 17. | „What's the Ugliest Part of Your Body?” (powtórzenie) | 1:02  |
|     |                                                       |       |
| 18. | „Mother People”                                       | 2:26  |
|     |                                                       |       |
| 19. | „The Chrome Plated Megaphone of Destiny”              | 6:26  |
|     |                                                       |       |
|     |                                                       | 39:12 |
|     |                                                       |       |

## Twórcy
- Frank Zappa – gitara, pianino, wokal
- Dick Barber – wokal
- Jimmy Carl Black – trąbka, perkusja, wokal
- Roy Estrada – gitara basowa, wokal
- Bunk Gardner – dęte instrumenty drewniane
- Billy Mundi – perkusja, wokal
- Don Preston – instrumenty klawiszowe
- Euclid James "Motorhead” Sherwood – saksofon barytonowy, saksofon sopranowy
- Suzy Creamcheese – głos z telefonu
- Ian Underwood – pianino, głosy, drewniane instrumenty dęte
- Pamela Zarubica – wokal

## Listy przebojów

### Album
| Rok  | Lista         | Pozycja |
| ---- | ------------- | ------- |
| 1968 | Billboard 200 | 30      |